# Finale di Heineken Cup 2011-2012
La finale di Heineken Cup 2011-12 fu la gara di assegnazione del titolo di campione della 17ª edizione della massima competizione europea per club di rugby a 15.
Si tenne il 19 maggio 2012 allo stadio di Twickenham di Londra tra Ulster e Leinster e vide quest'ultima prevalere con il punteggio di 42-14 aggiudicandosi quindi il suo terzo titolo di campione d'Europa, secondo consecutivo.

## Il percorso dei club finalisti

### Leinster
Leinster netto dominatore del suo girone (doppiò in classifica il suo più diretto inseguitore, il Glasgow Warriors), che esordì con un pari 16-16 a Montpellier per poi iniziare la corsa di testa battendo Glasgow 38-13 e regolare Bath per 18-13 in Inghilterra e 52-27 a Dublino; qualificazione matematica raggiunta con la vittoria su Glasgow in Scozia per 23-16 e sicurezza dei play-off in casa con il 25-3 su Montpellier con cui Leinster chiuse la prima fase quale seconda miglior vincitrice di girone.
Senza storia il quarto di finale contro Cardiff Blues, già largamente dominato per 27-3 alla fine del primo tempo e chiuso 34-3 dopo una marcatura al primo minuto della ripresa che rimase l'ultimo episodio rilevante dell'incontro, mentre ben più combattuta fu la semifinale a Clermont-Ferrand in cui la formazione francese (in vantaggio 12-6 all'intervallo) fu tenuta in corsa dal piede di Brock James, autore di cinque piazzati, grazie ai quali il punteggio fu in bilico fino a circa 20' dalla fine (16-15 per Leinster); un piazzato di Sexton diede agli irlandesi un vantaggio di +4 mantenuto fino alla fine benché in maniera meno agevole del previsto.

### Ulster
Più combattuta la qualificazione di Ulster, maturata solo nell'ultima giornata di un girone con tre contendenti a due posti: vittoriosa 16-11 nella prima uscita contro Clermont, la franchise nordirlandese conobbe la sua prima battuta d'arresto contro Leicester (9-20 per poi portare a casa due vittorie con bonus contro gli italiani Aironi, 31-10 a Belfast e 46-20 a Monza; neppure la netta vittoria interna per 41-7 su Leicester garantì la matematica qualificazione, che giunse solo all'ultimo turno nonostante la sconfitta a Clermont-Ferrand per 15-19: i francesi conquistarono il primo posto del girone per differenza punti e Ulster si qualificò ai play-off come ottava e, quindi, destinata a giocare fuori casa quanto meno i quarti di finale.

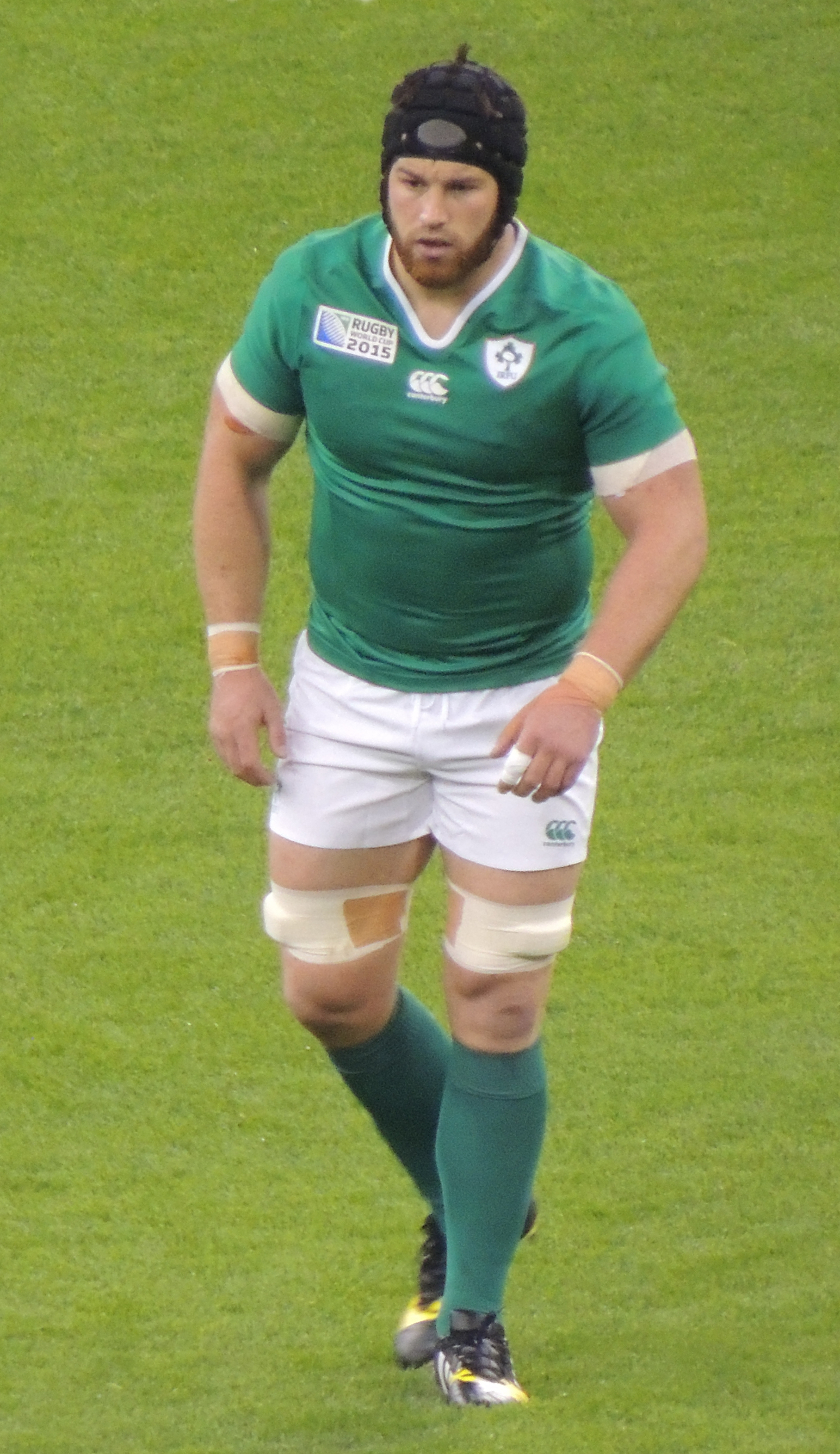
Seán O'Brien, miglior giocatore della finale

Nei quarti Ulster affrontò il derby contro la connazionale Munster, miglior qualificata della fase a gironi, e la eliminò a domicilio con il punteggio di 22-16 al termine di una gara in cui fece la differenza la precisione al piede a parità di mete marcate e trasformate.
La vittoria contro una squadra di seeding superiore garantì a Ulster la gara in casa nella semifinale contro Edimburgo, prima rappresentativa scozzese a giungere a tale punto della competizione; l'incontro, tenutosi a Dublino, si risolse in una vittoria di misura contro un'avversaria molto combattiva che, nonostante il gap di 10 punti maturato a 5' dalla fine, continuò ad attaccare fino a marcare all'ultimo minuto di gioco e ridurre lo svantaggio a soli tre punti quando tuttavia ormai non v'era più tempo.
Ulster divenne così la finalista dal seeding più basso nella storia della competizione, e la prima a partire dall'ottavo posto.

## La finale
La gara per il titolo si tenne a Twickenham sotto la direzione dal navigato fischietto gallese Nigel Owens, alla terza delle sue complessive sette finali europee.
Per lo stadio londinese si trattava invece della quarta finale ospitata dopo quelle del 2000, 2004 e 2007.
Nonostante la differenza di seeding (Leinster era la seconda miglior qualificata ai quarti), la franchise dublinese chiuse in vantaggio il primo tempo solo con uno scarto di 8 punti, 14-6, derivato da due mete di O'Brien e Healy trasformate da Sexton contro due piazzati di Ulster da parte di Pienaar.
Il divario era tuttavia destinato ad aumentare finito l'intervallo: a inizio ripresa Owens punì Ulster con una meta tecnica a causa di Trimble che provocò un collasso volontario della maul; Pienaar marcò ancora tra i pali ma Sexton tenne le distanze, e a 20' dalla fine la situazione vedeva Leinster a +15, 24-9.
Tuohy cercò di riaprire la partita per Ulster con la sua meta, ma nel finale Sexton due volte dai pali allungò il vantaggio a +21; ciò non scoraggiò Ulster, che continuò a tenere ritmo intenso fino alla fine, ma le due mete negli ultimi quattro minuti di van der Merwe e Cronin suggellarono la vittoria finale di Leinster per 42-14, massimo scarto mai registrato fino ad allora in una finale di Heineken Cup.
Leinster divenne la seconda squadra della competizione a vincere almeno tre Coppe, dopo Tolosa e l'unica a vantare il 100% di finali vinte su almeno due disputate.
L'autore della prima meta Seán O'Brien, quinto irlandese nelle ultime sette edizioni, fu votato MVP della finale.

## Tabellino dell'incontro
| Arbitro: | Nigel Owens |

| |              | |
| S. O’Brien 12’ Healy 31’ tecnica 44’ H. v.d. Merwe 76’ Cronin 80’ | mt           | Tuohy 60’ |
| Sexton 12’, 31’, 44’ McFadden 80’ | tr           | |
| Sexton 51’, 67’, 73’ | c.p.         | 7’, 40’, 49’ R. Pienaar |
| · R. Kearney · McFadden · 67’ 73’ O’Driscoll · G. D’Arcy · Nacewa · 74’ Sexton · 74’ Reddan · 62’ Healy · 67’ Strauss · 69’ Ross · 58’ Cullen · Thorn · 62’ McLaughlin · O’Brien · Heaslip | Formazioni   | · Terblanche 73’ · Trimble · Cave 77’ · P. Wallace · Gilroy · P. Jackson 46’ · R. Pienaar · Court 75’ · R. Best · Afoa · Muller · Tuohy 77’ · Ferris · Henry 67’ · Wannenburg |
| · 58’ Toner · 62’ S. Jennings · 62’ H. v.d. Merwe · 67’ Cronin · 67’ 73’ D. Kearney · 69’ N. White · 74’ Boss · 74’ Madigan                                                                | Sostituzioni | · I. Humphreys 46’ 70’ · Faloo] 67’ · Marshall 70’ · Fitzpatrick 74’ · McAllister 75’ · A. D’Arcy 77’ · Stevenson 77’                                                         |
| Joe Schmidt | Allenatori   | David Humphreys |